# В̀
 Lettres similaires: B̀, b̀
Cette page contient des caractères spéciaux ou non latins. S’ils s’affichent mal (▯, ?, etc.), consultez la page d’aide Unicode.
В̀ (minuscule : в̀), appelé vé accent grave, est une lettre additionnelle de l’alphabet cyrillique qui a été utilisée en tchouvache au XIXe siècle. Elle est composée du vé ‹ В › diacrité d’un accent grave.

## Utilisations

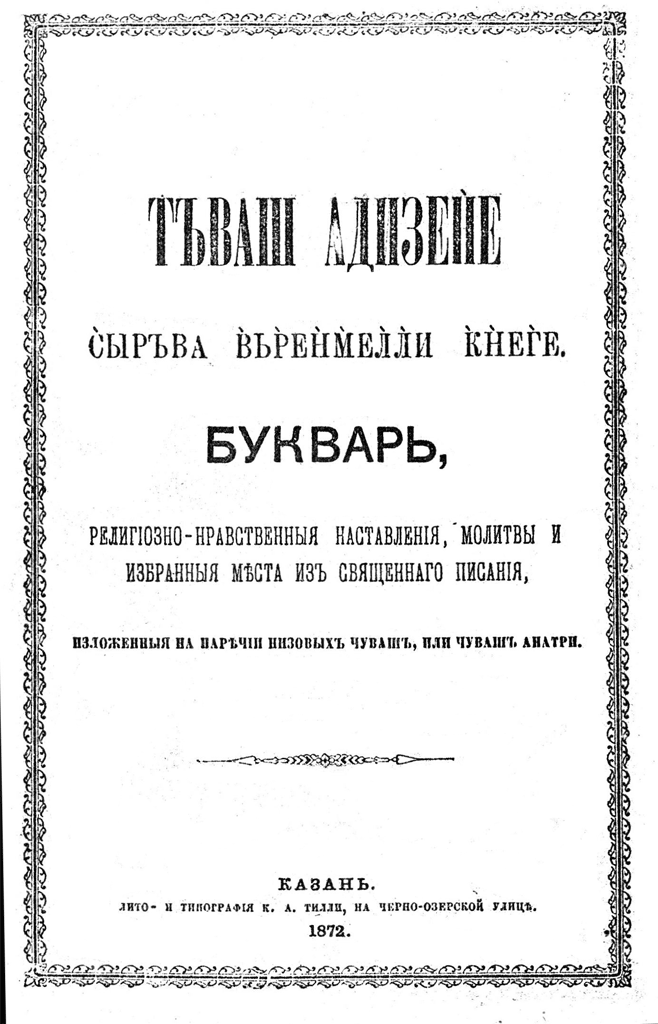
La couverture d’un syllabaire tchouvache de 1872 avec le vé accent grave.

## Représentation informatique
Le vé accent grave peut être représenté avec les caractères Unicode suivants :
- décomposé (cyrillique, diacritiques)[1],[2] :

| formes    | représentations | chaînes de caractères | points de code | descriptions                                            |
| --------- | --------------- | --------------------- | -------------- | ------------------------------------------------------- |
| capitale  | В̀               | В◌̀                    | U+0412 U+0300  | lettre majuscule cyrillique vé diacritique accent grave |
| minuscule | в̀               | в◌̀                    | U+0432 U+0300  | lettre minuscule cyrillique vé diacritique accent grave |